# Калинин, Николай Васильевич (1937—2008)
Никола́й Васи́льевич Кали́нин (10 марта 1937, Малые Курашки, Лысковский район, Горьковская область, РСФСР — 7 марта 2008, Москва) — советский военачальник, генерал-полковник (21.10.1986).

## Биография
В Советской Армии с 1955 года. Окончил Ленинградское дважды Краснознамённое пехотное училище имени С. М. Кирова в 1958 году. После окончания училища проходил службу в должности командира мотострелкового взвода, командира мотострелковой роты.
В 1968 году окончил Военную академию имени М. В. Фрунзе и направлен для дальнейшей службы в Воздушно-десантные войска: командир парашютно-десантного батальона, с 1969 — начальник штаба, а с 1970 года — командир 111-го гвардейского парашютно-десантного полка. С 1972 года — заместитель командира 105-й гвардейской Венской воздушно-десантной дивизии. С января 1973 — командир 7-й гвардейской воздушно-десантной дивизии. Генерал-майор (25.04.1975).
В 1977 году окончил Военную академию Генерального штаба Вооружённых сил СССР имени К. Е. Ворошилова и назначен командиром 43-го армейского корпуса Дальневосточного военного округа. С 1979 года — командующий 15-й армией Дальневосточного военного округа. С 1983 года — первый заместитель командующего войсками Прикарпатского военного округа. С 1985 года — первый заместитель Главнокомандующего Группы советских войск в Германии. С 1986 года — командующий войсками Сибирского военного округа.
Генерал-лейтенант (4.05.1981).
С августа 1987 года по январь 1989 года — командующий Воздушно-десантными войсками. С января 1989 года по август 1991 года — командующий войсками Московского военного округа. С сентября 1990 года член Политбюро ЦК КП РСФСР. В августе 1991 года активно поддержал действия ГКЧП СССР, отдал приказ о вводе войск округа в Москву, выполнял иные распоряжения ГКЧП СССР и требовал того же от подчинённых. За это немедленно после ареста членов ГКЧП был снят с занимаемой должности. До декабря 1991 года находился под следствием по делу ГКЧП, но затем уголовное дело в отношении него было прекращено.

Могила Калинина на Троекуровском кладбище Москвы.

С декабря 1991 по февраль 1992 года — начальник штаба Западного направления. С апреля 1992 года — начальник Военной академии бронетанковых войск имени Маршала Советского Союза Р. Я. Малиновского.
В отставке с 1993 года.
Жил в Москве. Умер 7 марта 2008 года. Похоронен на Троекуровском кладбище.

## Награды
- Орден Октябрьской Революции
- Орден Красного Знамени
- Орден «За службу Родине в Вооружённых Силах СССР» 2-й степени
- Орден «За службу Родине в Вооружённых Силах СССР» 3-й степени
- Медали.

## Память
Памятник на Троекуровском кладбище Москвы открыт 14 мая 2010 года.